# Прімера Дивізіон (Болівія)
Прімера Дивізіон (ісп. Primera División de Bolivia) — найвища ліга чемпіонату Болівії з футболу, в якій виявляється чемпіон країни та учасники міжнародних клубних змагань.

## Історія
Організація футболу в Болівії почалася в 1914 році зі створення регіональних асоціацій і проведення відповідних змагань. «Футбольна асоціація Ла-Пасу» (ісп. Asociación de Fútbol de La Paz, далі — ФАЛП) була першою організацією, під патронатом котрої було проведено 29 аматорських чемпіонатів, проведених між 1914 і 1949 роками.
У 1950 році організація змінила свій статут, зробивши футбол професійним спортом у Болівії, й створивши «Турнір професіоналів» (ісп. Torneo Profesional).
Між 1950 і 1959 роками в чемпіонаті брали участь лише клуби з Ла-Паса, Оруро (з 1954 року) і Кочабамби (з 1955 року), оскільки в решті регіонів футбол все ще був аматорським.
Наприкінці 1960 року Федерація футболу Болівії заснувала національний чемпіонат з метою визначити чемпіона країни, який представлятиме Болівію в нещодавно створеному Кубку Лібертадорес.

## Чемпіони та призери
| Сезон | Сезон             | Чемпіон              | Титул         | Віце-чемпіон         |
| ----- | ----------------- | -------------------- | ------------- | -------------------- |
| 1950  | 1950              | Болівар              | 1             | Літораль             |
| 1951  | 1951              | Олвейс Реді          | 1             | Болівар              |
| 1952  | 1952              | Зе Стронгест         | 1             | Олвейс Реді          |
| 1953  | 1953              | Болівар              | 2             | Олвейс Реді          |
| 1954  | 1954              | Літораль             | 1             | Зе Стронгест         |
| 1955  | 1955              | Депортіво Сан-Хосе   | 1             | Чако Петролеро       |
| 1956  | 1956              | Болівар              | 3             | Депортіво Мунісіпаль |
| 1957  | Інтеградо         | Олвейс Реді          | 2             | Депортіво Мунісіпаль |
| 1957  | Насьйональ Міксто | Хорхе Вільстерман    | 1             | Аурора               |
| 1958  | 1958              | Хорхе Вільстерман    | 2             | Депортіво Мунісіпаль |
| 1959  | 1959              | Хорхе Вільстерман    | 3             | Олвейс Реді          |
| 1960  | 1960              | Хорхе Вільстерман    | 4             | Аурора               |
| 1961  | 1961              | Депортіво Мунісіпаль | 1             | Зе Стронгест         |
| 1962  | 1962              | Не проводився        | Не проводився | Не проводився        |
| 1963  | 1963              | Аурора               | 1             | Хорхе Вільстерман    |
| 1964  | 1964              | Зе Стронгест         | 2             | Депортіво Мунісіпаль |
| 1965  | 1965              | Депортіво Мунісіпаль | 2             | Хорхе Вільстерман    |
| 1966  | 1966              | Болівар              | 4             | 31 де Октубре        |
| 1967  | 1967              | Хорхе Вільстерман    | 5             | Олвейс Реді          |
| 1968  | 1968              | Болівар              | 5             | Гуабіра              |
| 1969  | 1969              | Університаріо        | 1             | Болівар              |
| 1970  |                   | Чако Петролеро       | 1             | Зе Стронгест         |
| 1971  |                   | Орієнте Петролеро    | 1             | Чако Петролеро       |
| 1972  |                   | Хорхе Вільстерман    | 6             | Орієнте Петролеро    |
| 1973  |                   | Хорхе Вільстерман    | 7             | Депортіво Мунісіпаль |
| 1974  |                   | Зе Стронгест         | 3             | Хорхе Вільстерман    |
| 1975  |                   | Гуабіра              | 1             | Болівар              |
| 1976  |                   | Болівар              | 6             | Орієнте Петролеро    |
| 1977  |                   | Зе Стронгест         | 4             | Орієнте Петролеро    |
| 1978  |                   | Болівар              | 7             | Хорхе Вільстерман    |
| 1979  |                   | Орієнте Петролеро    | 2             | Зе Стронгест         |
| 1980  |                   | Хорхе Вільстерман    | 8             | Зе Стронгест         |
| 1981  |                   | Хорхе Вільстерман    | 9             | Блумінг              |
| 1982  |                   | Болівар              | 8             | Хорхе Вільстерман    |
| 1983  |                   | Болівар              | 9             | Орієнте Петролеро    |
| 1984  |                   | Блумінг              | 1             | Болівар              |
| 1985  |                   | Болівар              | 10            | Реал Санта Крус      |
| 1986  |                   | Зе Стронгест         | 5             | Орієнте Петролеро    |
| 1987  |                   | Болівар              | 11            | Орієнте Петролеро    |
| 1988  |                   | Болівар              | 12            | Зе Стронгест         |
| 1989  |                   | Зе Стронгест         | 6             | Орієнте Петролеро    |
| 1990  |                   | Орієнте Петролеро    | 3             | Болівар              |
| 1991  |                   | Болівар              | 13            | Депортіво Сан-Хосе   |
| 1992  |                   | Болівар              | 14            | Депортіво Сан-Хосе   |
| 1993  |                   | Зе Стронгест         | 7             | Болівар              |
| 1994  |                   | Болівар              | 15            | Хорхе Вільстерман    |
| 1995  |                   | Депортіво Сан-Хосе   | 2             | Гуабіра              |
| 1996  |                   | Болівар              | 16            | Орієнте Петролеро    |
| 1997  |                   | Болівар              | 17            | Орієнте Петролеро    |
| 1998  |                   | Блумінг              | 2             | Хорхе Вільстерман    |
| 1999  |                   | Блумінг              | 3             | Зе Стронгест         |
| 2000  |                   | Хорхе Вільстерман    | 10            | Орієнте Петролеро    |
| 2001  |                   | Орієнте Петролеро    | 4             | Болівар              |
| 2002  |                   | Болівар              | 18            | Орієнте Петролеро    |

### Апертура і Клаусура
| Сезон   | Сезон         | Чемпіон                                         | Титул                                           | Віце-чемпіон                                    |
| ------- | ------------- | ----------------------------------------------- | ----------------------------------------------- | ----------------------------------------------- |
| 2003    | Апертура      | Зе Стронгест                                    | 8                                               | Болівар                                         |
| 2003    | Клаусура      | Зе Стронгест                                    | 9                                               | Хорхе Вільстерман                               |
| 2004    | Апертура      | Болівар                                         | 19                                              | Аурора                                          |
| 2004    | Клаусура      | Зе Стронгест                                    | 10                                              | Орієнте Петролеро                               |
| 2005    | Адекуасьйон   | Болівар                                         | 20                                              | Зе Стронгест                                    |
| 2005    | Апертура      | Блумінг                                         | 4                                               | Болівар                                         |
| 2006    | Апертура      | Болівар                                         | 21                                              | Реал Потосі                                     |
| 2006    | Клаусура      | Хорхе Вільстерман                               | 11                                              | Реал Потосі                                     |
| 2007    | Апертура      | Реал Потосі                                     | 1                                               | Болівар                                         |
| 2007    | Клаусура      | Депортіво Сан-Хосе                              | 3                                               | Ла-Пас                                          |
| 2008    | Апертура      | Універсітаріо                                   | 1                                               | Ла-Пас                                          |
| 2008    | Клаусура      | Аурора                                          | 2                                               | Блумінг                                         |
| 2009    | Апертура      | Болівар                                         | 22                                              | Реал Потосі                                     |
| 2009    | Клаусура      | Блумінг                                         | 5                                               | Болівар                                         |
| 2010    | Апертура      | Хорхе Вільстерман                               | 12                                              | Орієнте Петролеро                               |
| 2010    | Клаусура      | Орієнте Петролеро                               | 5                                               | Болівар                                         |
| 2011    | Адекуасьйон   | Болівар                                         | 23                                              | Реал Потосі                                     |
| 2011-12 | Апертура      | Зе Стронгест                                    | 11                                              | Універсітаріо                                   |
| 2011-12 | Клаусура      | Зе Стронгест                                    | 12                                              | Депортіво Сан-Хосе                              |
| 2012-13 | Апертура      | Зе Стронгест                                    | 13                                              | Депортіво Сан-Хосе                              |
| 2012-13 | Клаусура      | Болівар                                         | 24                                              | Орієнте Петролеро                               |
| 2013-14 | Апертура      | Зе Стронгест                                    | 14                                              | Болівар                                         |
| 2013-14 | Клаусура      | Універсітаріо                                   | 2                                               | Депортіво Сан-Хосе                              |
| 2014-15 | Апертура      | Болівар                                         | 25                                              | Орієнте Петролеро                               |
| 2014-15 | Клаусура      | Болівар                                         | 26                                              | Зе Стронгест                                    |
| 2015-16 | Апертура      | Спорт Бойз Варнес                               | 1                                               | Болівар                                         |
| 2015-16 | Клаусура      | Хорхе Вільстерман                               | 13                                              | Зе Стронгест                                    |
| 2016-17 | Апертура 2016 | Зе Стронгест                                    | 15                                              | Болівар                                         |
| 2016-17 | Апертура 2017 | Болівар                                         | 27                                              | Зе Стронгест                                    |
| 2016-17 | Класура       | Болівар                                         | 28                                              | Зе Стронгест                                    |
| 2018    | Апертура      | Хорхе Вільстерман                               | 14                                              | Зе Стронгест                                    |
| 2018    | Клаусура      | Депортіво Сан-Хосе                              | 4                                               | Зе Стронгест                                    |
| 2019    | Апертура      | Болівар                                         | 29                                              | Зе Стронгест                                    |
| 2019    | Клаусура      | Хорхе Вільстерман                               | 15                                              | Зе Стронгест                                    |
| 2020    | Апертура      | Олвейс Реді                                     | 3                                               | Зе Стронгест                                    |
| 2020    | Клаусура      | Змагання скасовано через пандемію COVID-19      | Змагання скасовано через пандемію COVID-19      | Змагання скасовано через пандемію COVID-19      |
| 2021    | 2021          | Індепендьєнте Петролеро                         | 1                                               | Олвейс Реді                                     |
| 2022    | Апертура      | Болівар                                         | 30                                              | Зе Стронгест                                    |
| 2022    | Клаусура      | Змагання скасовано через громадські заворушення | Змагання скасовано через громадські заворушення | Змагання скасовано через громадські заворушення |
| 2023    | 2023          | Зе Стронгест                                    | 16                                              | Болівар                                         |
| 2024    | 2024          | Болівар                                         | 31                                              | Сан Антоніо Було Було                           |

## Клуби за титулами
| Клуб               | Чемпіонства | Віце-чемпіонства | Чемпіонські роки | Віце-чемпіонські роки |
| ------------------ | ----------- | ---------------- | --- | --------------------- |
| Болівар            | 30          | 15               | 1978, 1982, 1983, 1985, 1987, 1988, 1991, 1992, 1994, 1996, 1997, 2002, 2004 Апертура, 2005 Адекуасьйон, 2006 Апертура, 2009 Апертура, 2011 Адекуасьйон, 2013 Клаусура, 2015 Апертура, 2015 Клаусура |                       |
| Зе Стронгест       | 15          | 18               | 1977, 1986, 1989, 1993, 2003 Апертура, 2003 Клаусура, 2004 Клаусура, 2011 Апертура, 2012 Клаусура, 2012 Апертура, 2013 Апертура, 2014 Апертура                                                       |                       |
| Хорхе Вільстерман  | 15          | 9                | 1980, 1981, 2000, 2006 Клаусура, 2010 Апертура |                       |
| Орієнте Петролеро  | 5           | 15               | 1979, 1990, 2001, 2010 Клаусура |                       |
| Блумінг            | 5           | 2                | 1984, 1998, 1999, 2005 Апертура, 2009 Клаусура |                       |
| Депортіво Сан-Хосе | 4           | 5                | 1995, 2007 Клаусура |                       |
| Олвейс Реді        | 3           | 6                | |                       |
| Депортіво Сан-Хосе | 4           | 5                | |                       |
| Універсітаріо      | 2           | 1                | 2008 Апертура, 2014 Клаусура |                       |
| Аурора             | 2           | 15               | 2008 Клаусура |                       |
| Реал Потосі        | 1           | 15               | 2007 Апертура |                       |